# Лимия (комарка)
Лимия (исп. Comarca de La Limia,  галис. Comarca de A Limia)  — район (комарка) в Испании, входит в провинцию Оренсе в составе автономного сообщества Галисия.

## Муниципалитеты
1. Бальтар
2. Бланкос
3. Кальвос-де-Рандин
4. Поркера
5. Райрис-де-Вейга
6. Сандианес
7. Сарреаус
8. Трасмирас
9. Вильяр-де-Баррио
10. Вильяр-де-Сантос
11. Хинсо-де-Лимиа